# Рюквайлер
Рюквайлер (нім. Rückweiler) — громада в Німеччині, розташована в землі Рейнланд-Пфальц. Входить до складу району Біркенфельд. Складова частина об'єднання громад Баумгольдер.
Площа — 2,75 км2. Населення становить 383 ос. (станом на 31 грудня 2020).